# Tha Hall of Game
Tha Hall of Game – trzeci studyjny album amerykańskiego rapera E-40, wydany 29 października, 1996 roku nakładem Jive Records i Sick Wid It Records. Zawiera produkcje Ant Banks, Mike Mosley, Rick Rock, Studio Ton i Tone Capone. Uplasował się na 2. miejscu Top R&B/Hip-Hop Albums i na 4. Billboard 200.
Gościnnie na albumie występują B-Legit, D-Shot, Suga-T, 2Pac, Luniz, Cold 187um, Kokane, Keak da Sneak i Levitti.

## Lista utworów
1. "Record Haters"
2. "Rapper's Ball" (feat. Too Short & K-Ci)
3. "Growing Up"
4. "Million Dollar Spot" (feat. 2Pac & B-Legit)
5. "Mack Minister (Skit)"
6. "I Wanna Thank You" (feat. Suga-T)
7. "The Story"
8. "My Drinking Club" (feat. Young Mugzi & Levitti)
9. "Ring It" (feat. Spice 1, Keak da Sneak & Harm)
10. "Pimp Talk (Skit)"
11. "Keep Pimpin'" (feat. D-Shot)
12. "I Like What You Do To Me" (feat. B-Legit)
13. "Things'll Never Change" (feat. Bo-Roc)
14. "Circumstances" (feat. Luniz, Cold 187um, Kokane, Celly Cel & T-Pup)
15. "It Is What It Is" (feat. Kaveo)
16. "Smebbin'"

## Single
| Utwór                                     | Lista (1997)                           | Pozycja |
| ----------------------------------------- | -------------------------------------- | ------- |
| "Things'll Never Change"/ "Rapper's Ball" | U.S. Billboard Hot 100                 | 29      |
| "Things'll Never Change"/ "Rapper's Ball" | U.S. Billboard Hot Dance Singles Sales | 26      |
| "Things'll Never Change"/ "Rapper's Ball" | U.S. Billboard Hot R&B/Hip-Hop Songs   | 19      |
| "Things'll Never Change"/ "Rapper's Ball" | U.S. Billboard Rap Songs               | 4       |
| "Things'll Never Change"/ "Rapper's Ball" | U.S. Billboard Rhythmic Airplay Chart  | 30      |